# Цакателко
Цакателко (на испански: Zacatelco) е град в мексиканския щат Тласкала. Той се намира в долината на Тласкала – Пуебла регион и е част от градската част на Пуебла-Тласкала. Населението му е 38 466 души (по данни от 2010 г.).